# 22 Korpus Armijny (Imperium Rosyjskie)
22 Korpus Armijny (ros. 22-й армейский корпус) – jeden ze związków operacyjno-taktycznych  Imperium Rosyjskiego w czasie I wojny światowej. Dyslokowany do I wojny światowej  w  Petersburski Okręgu Wojskowym. Sztab w Helsingfors (Helsinki). Rozformowany – początek 1918.

## Struktura organizacyjna
Organizacja w 1914
- dowództwo i sztab – Helsinki
- 1 Fińska Brygada Piechoty
- 2 Fińska Brygada Piechoty
- 3 Fińska Brygada Piechoty
- 20 Fiński pułk dragonów
- samodzielny pułk Kozaków Orenburskich
- 22 dywizjon artylerii haubic
- 22 batalion saperów

## Podporządkowanie
- 3 Armii (2.08.1914)
- 10 Armii (22.09.1914 – 7.01.1915)
- 2 Armii (23.01 – 28.02.1915)
- 5 Armii (20.04 – 5.12.1915)
- 12 Armii (28.12.1915 – 10.11.1917)
- na Froncie Zachodnim (22.11 – grudzień 1917)

## Dowódcy Korpusu
- gen. piechoty  baron A. F. von der Brinken (sierpień 1912 – marzec 1917)
- gen. lejtnant N. A. Obruczew (marzec – lipiec 1917)
- gen. lejtnant A. A. Bezkrownyj  (od lipca 1917)